# Marion Montgomery
Marion Montgomery, geboren als Marian Maud Runnells (Natchez (Mississippi), 17 november 1934 – Bray, 22 juli 2002), was een Amerikaanse jazzzangeres.

## Biografie
Geboren als Marian Maud Runnells (ze veranderde later de spelling van Marian in Marion) in Natchez, Mississippi, begon ze haar carrière in werkclubs in Atlanta en vervolgens in Chicago, waar zangeres Peggy Lee haar hoorde op een auditieband en suggereerde dat ze moest worden gecontracteerd door Capitol Records, die begin en midden jaren 1960 drie albums voor hen uitbrachten. Tijdens dit vroege deel van haar carrière werd ze Marian Montgomery, eerder onder de bijnaam Pepe.
In 1965 kwam ze naar het Verenigd Koninkrijk om een seizoen bij John Dankworth te spelen en ontmoette en trouwde ze met de Britse pianist en muzikaal leider Laurie Holloway, waarmee ze een lange en productieve associatie oprichtte, waarin ze beiden bekend werden bij het Britse jazz-, cabaret- en televisiepubliek. Ze behoorde tot de bewonderaars van Nat King Cole, Frank Sinatra en de Britse presentator Michael Parkinson, in wiens show ze in de jaren 1970 vaste zangeres werd. In 1976 zong ze in een komische muzikale sketch met Morecambe & Wise. Ze werkte ook samen met componist en dirigent Richard Rodney Bennett voor een reeks concerten en albums in de jaren 1980 en vroege jaren 1990.
Haar opname van het nummer Maybe the Morning (op haar album Marion in the Morning uit 1972) werd elke avond door Radio Luxembourg gebruikt om het station te sluiten eind jaren 1960 en begin jaren 1970 en opnieuw als het laatste nummer dat te horen was, toen het station in 1992 werd gesloten. Haar laatste studio-opname was That Lady from Natchez, uitgebracht in 1999. Ze bleef optreden tot vlak voor haar dood, inclusief een uitverkocht seizoen van drie weken in 'Pizza on the Park' in London in april 2002.

## Overlijden
Marion Montgomery overleed in juli 2002 op 67-jarige leeftijd na een gevecht van 10 jaar tegen longkanker, dat ze altijd de schuld gaf door passief roken door in nachtclubs te werken, hoewel ze zelf nooit had gerookt.

## Discografie

### LP's
- 1962: Marion Swings for Winners and Losers, Capitol
- 1963: Let there be Marion Montgomery, Capitol
- 1965: Lovin' is Livin', Capitol
- 1966: What's New?, Decca
- 1969: Anything Goes - 1969 London Cast Recording, Decca
- 1972: Marion in the Morning, Polydor
- 1977: Surprise Surprise (met Richard Rodney Bennett), Cube
- 1978: Town and Country (met Richard Rodney Bennett), Cube
- 1982: On Stage, Cube
- 1984: Puttin' on the Ritz (met Richard Rodney Bennett), Cube
- 1988: I Gotta Right to Sing (live at Ronnie Scott's), Jazz House Records

### CD's
- 1989: Sometimes in the Night, See for Miles
- 1990: Nice and Easy (live), Ronnie Scott's Jazz
- 1993: Mellow, See for Miles
- 1993: I Gotta Right to Sing (live), Ronnie Scott's Jazz (heruitgave)
- 1993: Makin' Whoopie (met Mart Rodger Manchester Jazz), Bowstone Records
- 1996: For the Love of Mercer Vol 1, Elgin
- 1996: For the Love of Mercer Vol 2, Elgin
- 1999: That Lady from Natchez, Audiophile
- 2001: Ballads and Blues, Elgin
- 2002: What's New? Universal (CD heruitgave)
- 2004: Skylark, UCJ
- 2005: Marion Montgomery, EMI (2-CD heruitgave van Let There be MM en Lovin' is Livin')